# Вітторіо Меано
Вітторіо Меано (італ. Vittorio Meano; 1860, Суза, Італія — 1 червня 1904, Буенос-Айрес) — аргентинський архітектор італійського походження.

## Біографія
Здобувши освіту архітектора в Турині, у 1884 році виїхав до Аргентини, де став помічником архітектора Франческо Тамбуріні. З 1889 року працював разом із Тамбуріні над проектом нової будівлі оперного Театру Колумба, а по смерті Тамбуріні залишився керівником цього масштабного проекту. Одночасно у 1895 році спроектував будівлю Національного конгресу, а у 1904 році виграв конкурс на проектування будівлі уругвайського парламенту в Монтевідео. Не дочекавшись завершення жодного з трьох своїх головних проектів, був убитий. Усі три будівлі було зведено з тими чи іншими змінами, але зі збереженням проектної основи Меано.